# Amitostigma alpestre
Amitostigma alpestre là một loài thực vật có hoa trong họ Lan. Loài này được Fukuy. mô tả khoa học đầu tiên năm 1935.